# 新七龍珠
《新七龍珠》是一部台灣的真人電影。整個舞台在南投縣的山林取景，並依拍攝需求前往泰國拍攝。

## 版權爭議
在2008年《今晚誰當家》節目中，藝人陳子強回顧這部電影是在取得日本集英社與東映動畫授權後，以日本東映及東映動畫公司1986年12月20日推出的七龍珠動畫電影《七龍珠 神龍傳說》為藍圖進行改編。於民國80年（西元1991年）11月在臺灣首映，民國96年（2007年）再製作重製版，將特效改以電腦動畫呈現。
另外一個說法由《七龍珠系列》作品的粉絲堅稱這部沒有獲得授權就進行拍攝與放映，本片已違反著作權法條例。

## 劇情簡介
地球擁有七顆龍珠，每顆龍珠分別有一至七顆星星，七顆龍珠分散在世界各地。當某人蒐集全部的龍珠時，就能招喚神龍，這時可以許下一個願望，神龍就會幫你實現。某村莊正在舉行新任村長的交接儀式，過程中還包括一顆鎮村之寶「龍珠」。此時，外星人牛魔王突然從天而降，率領部下闖入村莊內，順利奪取龍珠。因為，牛魔王知道只要取得七顆龍珠，希望控制全人類，如今他已取得兩顆龍珠。於是牛魔王派遣斯巴達與瑪琍亞，一起前去搜索其他四散各地的五顆龍珠，以便達成他征服全世界的夢想。牛魔王手下在孫悟飯處尋得四星龍珠，殺害了孫悟飯之後取走龍珠。剛與丫頭認識的悟空發現悟飯死亡，感到十分悲憤而要報仇。途中遇見樂平、烏龍並與龜仙人一起準備向牛魔王挑戰。最後發現孫悟飯並未身亡，且道出龍珠都在牛魔王的肚子內。悟空利用金箍棒將最後一顆龍珠打入牛魔王肚內，因而召喚出神龍。於是就由電影最初的村莊村長女兒許願讓大家復活，眾人皆感歡喜。

## 人物角色
| 角色名稱 | 演員                    | 備註                        |
| -------- | ----------------------- | --------------------------- |
| 孫悟空   | 陳子強（配音：劉小芸）  | 孫悟飯的孫子                |
| 孫悟飯   | 金塗                    | 孫悟空的爺爺                |
| 龜仙     | 黃仲裕（配音：孫德成）  | 龜仙人                      |
| 丫頭     | 謝金燕 （配音：林芳雪） | 布馬                        |
| 樂平     | 鄭同村（配音：武莉）    | 亞姆                        |
| 小豬     | 胖三                    | 烏龍                        |
| 牛魔王   | 蘇浣峰（配音：佟紹宗）  | 電影原創反派角色            |
| 斯巴達   | 江龍昇（配音：康殿宏）  | 牛魔王的部下，電影原創角色  |
| 瑪琍亞   | 歐蘭英（配音：武莉）    | 牛魔王的部下 ，電影原創角色 |
| 珍父     | 邱英洪（配音：姜先誠）  | 電影原創角色                |
| 珍珍     | 李宜娟（配音：劉香君）  | 村長的女兒 ，電影原創角色   |

## 工作人員
- 出品人：陳政治
- 監製：周安雄
- 製片人：柯燦洲
- 策劃：林敬義，沈汝亮
- 製片：姬光祖
- 攝影指導：廖慶松
- 編劇：姚慶康
- 導演：陳俊良
- 特技導演：林金華
- 武術導演：蘇沅峯
- 武術指導：邱英洪，張福枝
- 副導演：王明台
- 攝影：蕭坤福
- 燈光指導：林水炳
- 美術指導：陳守福
- 特技：陳昌灶
- 劇照：陳進發
- 道具：蘇耀堂
- 化粧：金愛蘭
- 服装：劉玉蘭
- 場務：劉富義
- 劇務：張淦泉
- 服装設計：黃榮
- 剪輯：黄正祥
- 效果：席裕龍
- 音樂：席裕龍
- 對白：武莉
- 錄音：富國錄音有限公司
- 沖印：新大都沖印有限公司
- 出品：藝舍電影事業有限公司
- 發行：名威影業有限公司

## 外部連結
- 開眼電影網上《新七龍珠》的資料（繁體中文）
- 香港影庫上《新七龍珠》的資料（繁體中文）
- 时光网上《新七龍珠》的資料（简体中文）
- 豆瓣电影上《新七龍珠》的資料 （简体中文）
- 爛番茄上《新七龍珠》的資料（英文）
- AllMovie上《新七龍珠》的资料（英文）
- 互联网电影数据库（IMDb）上《新七龍珠》的资料（英文）
- 新七龍珠（New Seven Dragon Ball） - 台灣電影資料庫
- 新七龍珠 - 台灣電影網（Taiwan Cinema）